# Regiunea Centre-Nord, Burkina Faso
Centre-Nord este o diviziune de gradul I, localizată în statul Burkina Faso. Provincia cuprinde un număr de 3 regiuni:  Bam, Namentenga, and Sanmatenga. Reședința provinciei este orașul Kaya. 

| Provincia  | Reședința | Populația (2006) |
| ---------- | --------- | ---------------- |
| Bam        | Kongoussi | 277.092          |
| Namentenga | Boulsa    | 259.395          |
| Sanmatenga | Kaya      | 330.342          |